# Liste der Stolpersteine in Burghaun
Die Liste der Stolpersteine in Burghaun enthält Stolpersteine, die im Rahmen des gleichnamigen Kunst-Projekts von Gunter Demnig in Burghaun verlegt wurden. Mit ihnen soll an die Opfer des Nationalsozialismus erinnert werden, die in Burghaun lebten und wirkten.

## Liste der Stolpersteine
| Adresse             | Name                     | Inschrift | Verlegedatum  | Bild | Anmerkung |
| ------------------- | ------------------------ | --- | ------------- | --- | --------- |
| Am Ostbahnhof 8 ·   | Vera Oeste               | Hier wohnte Vera Oeste Jg. 1898 eingewiesen Landesheilanstalt Merxhausen 1925 Herborn 1941 ermordet 19.6.1941 Hadamar                      | 27. Sep. 2011 | Bild gesucht Der Benutzer GeorgDerReisende ( Diskussion ) wünscht sich an dieser Stelle ein Bild vom Ort mit diesen Koordinaten 50.700788 9.7325565 . Motiv: Stolperstein für Vera Oeste Falls du dabei helfen möchtest, erklärt die Anleitung , wie das geht. BW               |           |
| Bahnhofstraße 11 ·  | Max Victor               | Hier wohnte Max Victor Jg. 1884 deportiert 1941 ermordet in Łodz                                                                           | 29. Mai 2012  | Bild gesucht Der Benutzer GeorgDerReisende ( Diskussion ) wünscht sich an dieser Stelle ein Bild vom Ort mit diesen Koordinaten 50.698184 9.7263345 . Motiv: Stolpersteine für Familie Victor Falls du dabei helfen möchtest, erklärt die Anleitung , wie das geht. BW          |           |
| Bahnhofstraße 11 ·  | Selma Victor             | Hier wohnte Selma Victor geb. Grünebaum Jg. 1903 deportiert 1941 ermordet in Łodz                                                          | 29. Mai 2012  | |           |
| Bahnhofstraße 20 ·  | Ernestine Braunschweiger | Hier wohnte Ernestine Braunschweiger geb. Jakob Jg. 1891 deportiert 1941 ermordet in Minsk                                                 | 29. Mai 2012  | Bild gesucht Der Benutzer GeorgDerReisende ( Diskussion ) wünscht sich an dieser Stelle ein Bild vom Ort mit diesen Koordinaten 50.698898 9.7263955 . Motiv: Stolperstein für Ernestine Braunschweiger Falls du dabei helfen möchtest, erklärt die Anleitung , wie das geht. BW |           |
| Burgstraße 4 ·      | Feiber Stern             | Hier wohnte Feiber Stern Jg. 1892 deportiert 1942 Theresienstadt ermordet 1944 Auschwitz                                                   | 5. Sep. 2012  | Bild gesucht Der Benutzer GeorgDerReisende ( Diskussion ) wünscht sich an dieser Stelle ein Bild vom Ort mit diesen Koordinaten 50.697008 9.7287135 . Motiv: Stolpersteine für Familie Stern Falls du dabei helfen möchtest, erklärt die Anleitung , wie das geht. BW           |           |
| Burgstraße 4 ·      | Jenny Stern              | Hier wohnte Jenny Stern geb. Stuckhardt Jg. 1899 deportiert 1942 Theresienstadt ermordet 1944 Auschwitz                                    | 5. Sep. 2012  | |           |
| Burgstraße 4 ·      | Marga Stern              | Hier wohnte Marga Stern Jg. 1931 deportiert 1942 Theresienstadt ermordet 1944 Auschwitz                                                    | 5. Sep. 2012  | |           |
| Burgstraße 4 ·      | Markus Stern             | Hier wohnte Markus Stern Jg. 1934 deportiert 1942 Theresienstadt ermordet 1944 Auschwitz                                                   | 5. Sep. 2012  | |           |
| Burgstraße 4 ·      | Samuel Stern             | Hier wohnte Samuel Stern Jg. 1934 deportiert 1942 Theresienstadt ermordet 1944 Auschwitz                                                   | 5. Sep. 2012  | |           |
| Dimbachstraße 11 ·  | Gusta Braunschweiger     | Hier wohnte Gusta Braunschweiger geb. Braunschweiger Jg. 1877 deportiert 1941 Riga ermordet Nov. 1943 Auschwitz                            | 27. Sep. 2011 | Bild gesucht Der Benutzer GeorgDerReisende ( Diskussion ) wünscht sich an dieser Stelle ein Bild vom Ort mit diesen Koordinaten 50.695454 9.7246875 . Motiv: Stolpersteine für Familie Braunschweiger Falls du dabei helfen möchtest, erklärt die Anleitung , wie das geht. BW  |           |
| Dimbachstraße 11 ·  | Fanny Braunschweiger     | Hier wohnte Fanny Braunschweiger geb. Braunschweiger Jg. 1882 deportiert 1941 Riga ermordet Nov. 1943 Auschwitz                            | 27. Sep. 2011 | |           |
| Oberste Straße 7 ·  | Markus Stern             | Hier wohnte Markus Stern Jg. 1886 deportiert 1941 ermordet in Minsk                                                                        | 29. Mai 2012  | Bild gesucht Der Benutzer GeorgDerReisende ( Diskussion ) wünscht sich an dieser Stelle ein Bild vom Ort mit diesen Koordinaten 50.69621 9.7286525 . Motiv: Stolpersteine für Familie Stern Falls du dabei helfen möchtest, erklärt die Anleitung , wie das geht. BW            |           |
| Oberste Straße 7 ·  | Lina Stern               | Hier wohnte Lina Stern geb. Strauss Jg. 1888 deportiert 1941 ermordet in Minsk                                                             | 29. Mai 2012  | |           |
| Oberste Straße 7 ·  | Herta Tombowsky          | Hier wohnte Herta Tombowsky geb. Stern Jg. 1922 Flucht 1939 Holland interniert Westerbork 1944 Auschwitz tot 1945 Bergen-Belsen            | 29. Mai 2012  | |           |
| Oberste Straße 11 · | Jeanette Wohl            | Hier wohnte Jeanette Wohl Jg. 1878 deportiert 1.6.1942 Izbica ermordet 3.6.1942 Sobibor                                                    | 27. Sep. 2011 | Bild gesucht Der Benutzer GeorgDerReisende ( Diskussion ) wünscht sich an dieser Stelle ein Bild vom Ort mit diesen Koordinaten 50.696126 9.7289575 . Motiv: Stolperstein für Jeanette Wohl Falls du dabei helfen möchtest, erklärt die Anleitung , wie das geht. BW            |           |
| Ringstraße 4 ·      | David Nußbaum            | Hier wohnte David Nussbaum Jg. 1890 deportiert 1941 Riga ermordet April 1942 Salaspils                                                     | 27. Sep. 2011 | Bild gesucht Der Benutzer GeorgDerReisende ( Diskussion ) wünscht sich an dieser Stelle ein Bild vom Ort mit diesen Koordinaten 50.696504 9.7271275 . Motiv: Stolpersteine für Familie Nußbaum Falls du dabei helfen möchtest, erklärt die Anleitung , wie das geht. BW         |           |
| Ringstraße 4 ·      | Friedel Nußbaum          | Hier wohnte Friedel Nussbaum Jg. 1928 deportiert 1941 Riga ermordet Feb. 1945 Stutthof                                                     | 27. Sep. 2011 | |           |
| Ringstraße 4 ·      | Jenny Nußbaum            | Hier wohnte Jenny Nussbaum geb. Katz Jg. 1894 deportiert 1941 Riga ermordet 31.10.1944 Stutthof                                            | 27. Sep. 2011 | |           |
| Ringstraße 5 ·      | Recha Stern              | Hier wohnte Recha Stern geb. Oppenheim Jg. 1884 deportiert 1941 ermordet Nov. 1941 Minsk                                                   | 29. Mai 2012  | Bild gesucht Der Benutzer GeorgDerReisende ( Diskussion ) wünscht sich an dieser Stelle ein Bild vom Ort mit diesen Koordinaten 50.696504 9.7269445 . Motiv: Stolperstein für Recha Stern Falls du dabei helfen möchtest, erklärt die Anleitung , wie das geht. BW              |           |
| Ringstraße 6 ·      | Berta Levi               | Hier wohnte Berta Levi geb. Stern Jg. 1880 deportiert 1942 Theresienstadt ermordet 19.9.1942                                               | 29. Mai 2012  | Bild gesucht Der Benutzer GeorgDerReisende ( Diskussion ) wünscht sich an dieser Stelle ein Bild vom Ort mit diesen Koordinaten 50.69642 9.7269445 . Motiv: Stolpersteine für Familie Stern Falls du dabei helfen möchtest, erklärt die Anleitung , wie das geht. BW            |           |
| Ringstraße 6 ·      | Lina Stern               | Hier wohnte Lina Stern geb. Kahnlein Jg. 1867 deportiert 1942 Theresienstadt ermordet 13.6.1944                                            | 29. Mai 2012  | |           |
| Ringstraße 8 ·      | Nathan Strauss           | Hier wohnte Nathan Strauss Jg. 1874 verhaftet 1941 Arbeitserziehungslager Breitenau ermordet 12.3.1942 Dachau                              | 29. Mai 2012  | Bild gesucht Der Benutzer GeorgDerReisende ( Diskussion ) wünscht sich an dieser Stelle ein Bild vom Ort mit diesen Koordinaten 50.696378 9.7268225 . Motiv: Stolpersteine für Familie Stern Falls du dabei helfen möchtest, erklärt die Anleitung , wie das geht. BW           |           |
| Ringstraße 8 ·      | Adelheid Strauss         | Hier wohnte Adelheid Strauss geb. Stern Jg. 1880 deportiert 1942 Izbica ermordet 3.6.1942 Sobibor                                          | 29. Mai 2012  | |           |
| Ringstraße 11 ·     | Levi Stern               | Hier wohnte Levi Stern Jg. 1894 deportiert 1941 Riga ermordet 29.1.1944 Auschwitz Monowitz                                                 | 29. Mai 2012  | Bild gesucht Der Benutzer GeorgDerReisende ( Diskussion ) wünscht sich an dieser Stelle ein Bild vom Ort mit diesen Koordinaten 50.696336 9.7266395 . Motiv: Stolpersteine für Familie Stern Falls du dabei helfen möchtest, erklärt die Anleitung , wie das geht. BW           |           |
| Ringstraße 11 ·     | Ida Stern                | Hier wohnte Ida Stern geb. Wetterhahn Jg. 1906 deportiert 1941 Riga ermordet Nov. 1943 Auschwitz                                           | 29. Mai 2012  | |           |
| Ringstraße 11 ·     | Marianne Stern           | Hier wohnte Marianne Stern Jg. 1933 deportiert 1941 Riga ermordet 6.11.1943 Auschwitz                                                      | 29. Mai 2012  | |           |
| Ringstraße 11 ·     | Irene Stern              | Hier wohnte Irene Stern Jg. 1934 deportiert 1941 Riga ermordet Nov. 1943 Auschwitz                                                         | 29. Mai 2012  | |           |
| Ringstraße 11 ·     | Alice Stern              | Hier wohnte Alice Stern Jg. 1934 deportiert 1941 Riga ermordet Nov. 1943 Auschwitz                                                         | 29. Mai 2012  | |           |
| Ringstraße 12 ·     | Nathan Stern             | Hier wohnte Nathan Stern Jg. 1902 Heimatort unfreiwillig verlassen 1939 Frankfurt deportiert 1942 Majdanek ermordet                        | 29. Mai 2012  | Bild gesucht Der Benutzer GeorgDerReisende ( Diskussion ) wünscht sich an dieser Stelle ein Bild vom Ort mit diesen Koordinaten 50.696294 9.7264565 . Motiv: Stolpersteine für Familie Stern Falls du dabei helfen möchtest, erklärt die Anleitung , wie das geht. BW           |           |
| Ringstraße 12 ·     | Markus Stern             | Hier wohnte Markus Stern Jg. 1936 Heimatort unfreiwillig verlassen 1939 Frankfurt deportiert 1942 Sobibor ermordet                         | 29. Mai 2012  | |           |
| Ringstraße 12 ·     | Miriam Stern             | Hier wohnte Miriam Stern Jg. 1941 deportiert 1942 Sobibor ermordet                                                                         | 29. Mai 2012  | |           |
| Ringstraße 12 ·     | Berta Stern              | Hier wohnte Berta Stern geb. Blumenthal Jg. 1907 Heimatort unfreiwillig verlassen 1939 Frankfurt deportiert 1942 Sobibor ermordet          | 29. Mai 2012  | |           |
| Ringstraße 14 ·     | Julius Braunschweiger    | Hier wohnte Julius Braunschweiger Jg. 1895 deportiert 1941 Riga ermordet Nov. 1943 Auschwitz                                               | 27. Sep. 2011 | Bild gesucht Der Benutzer GeorgDerReisende ( Diskussion ) wünscht sich an dieser Stelle ein Bild vom Ort mit diesen Koordinaten 50.696294 9.7262125 . Motiv: Stolpersteine für Familie Braunschweiger Falls du dabei helfen möchtest, erklärt die Anleitung , wie das geht. BW  |           |
| Ringstraße 14 ·     | Selma Braunschweiger     | Hier wohnte Selma Braunschweiger geb. Stern Jg. 1900 deportiert 1941 Riga ermordet Nov. 1943 Auschwitz                                     | 27. Sep. 2011 | |           |
| Ringstraße 15 1/2 · | Abraham Strauß           | Hier wohnte Abraham Strauss Jg. 1884 deportiert 1942 Theresienstadt ermordet 1943 in Auschwitz                                             | 27. Sep. 2011 | Bild gesucht Der Benutzer GeorgDerReisende ( Diskussion ) wünscht sich an dieser Stelle ein Bild vom Ort mit diesen Koordinaten 50.696252 9.7262735 . Motiv: Stolpersteine für Familie Strauß Falls du dabei helfen möchtest, erklärt die Anleitung , wie das geht. BW          |           |
| Ringstraße 15 1/2 · | Adelheid Strauß          | Hier wohnte Adelheid Strauss geb. Stern Jg. 1895 deportiert 1942 Theresienstadt ermordet 1943 in Auschwitz                                 | 27. Sep. 2011 | |           |
| Ringstraße 15 1/2 · | Marga Strauß             | Hier wohnte Marga Strauss Jg. 1928 deportiert 1942 Theresienstadt ermordet 1943 in Auschwitz                                               | 27. Sep. 2011 | |           |
| Ringstraße 15 1/2 · | Manfred Strauß           | Hier wohnte Manfred Strauss Jg. 1931 deportiert 1942 Theresienstadt ermordet 1943 in Auschwitz                                             | 27. Sep. 2011 | |           |
| Schlossstraße 1 ·   | Daniel Braunschweiger    | Hier wohnte Daniel Braunschweiger Jg. 1882 deportiert 1942 Theresienstadt ermordet 20.1.1943                                               | 9. Nov. 2012  | Bild gesucht Der Benutzer GeorgDerReisende ( Diskussion ) wünscht sich an dieser Stelle ein Bild vom Ort mit diesen Koordinaten 50.69747 9.7268225 . Motiv: Stolperstein für Daniel Braunschweiger Falls du dabei helfen möchtest, erklärt die Anleitung , wie das geht. BW     |           |
| Schlossstraße 5 ·   | Abraham Levy             | Hier wohnte Abraham Levy Jg. 1883 deportiert 1941 Riga ermordet April 1942 Salaspils                                                       | 27. Sep. 2011 | Bild gesucht Der Benutzer GeorgDerReisende ( Diskussion ) wünscht sich an dieser Stelle ein Bild vom Ort mit diesen Koordinaten 50.69726 9.7265785 . Motiv: Stolpersteine für Familie Levy Falls du dabei helfen möchtest, erklärt die Anleitung , wie das geht. BW             |           |
| Schlossstraße 5 ·   | Jenny Levy               | Hier wohnte Jenny Levy geb. Goldschmidt Jg. 1887 deportiert 1941 Riga ermordet Nov. 1943 Auschwitz                                         | 27. Sep. 2011 | |           |
| Schlossstraße 7 ·   | Jenny Strauß             | Hier wohnte Jenny Strauss geb. Katz Jg. 1888 deportiert 1941 ermordet in Minsk                                                             | 29. Mai 2012  | Bild gesucht Der Benutzer GeorgDerReisende ( Diskussion ) wünscht sich an dieser Stelle ein Bild vom Ort mit diesen Koordinaten 50.69705 9.7262735 . Motiv: Stolpersteine für Familie Strauß Falls du dabei helfen möchtest, erklärt die Anleitung , wie das geht. BW           |           |
| Schlossstraße 7 ·   | Julius Strauß            | Hier wohnte Julius Strauss Jg. 1922 deportiert 1941 ermordet in Minsk                                                                      | 29. Mai 2012  | |           |
| Schlossstraße 7 ·   | Friedel Strauß           | Hier wohnte Friedel Strauss Jg. 1925 deportiert 1941 ermordet in Minsk                                                                     | 29. Mai 2012  | |           |
| Schlossstraße 7 ·   | Rosa Strauß              | Hier wohnte Rosa Strauss Jg. 1926 deportiert 1941 ermordet in Minsk                                                                        | 29. Mai 2012  | |           |
| Schlossstraße 10 ·  | Moses Potgorowicz        | Hier wohnte Moses Potgorowicz Jg. 1880 deportiert Richtung Osten Schicksal unbekannt                                                       | 9. Nov. 2012  | Bild gesucht Der Benutzer GeorgDerReisende ( Diskussion ) wünscht sich an dieser Stelle ein Bild vom Ort mit diesen Koordinaten 50.69684 9.7257245 . Motiv: Stolperstein für Moses Potgorowicz Falls du dabei helfen möchtest, erklärt die Anleitung , wie das geht. BW         |           |
| Stadtstraße 8 ·     | Michael Speier           | Hier wohnte Michael Speier Jg. 1863 deportiert 1942 Theresienstadt tot 26.10.1942                                                          | 9. Nov. 2012  | Bild gesucht Der Benutzer GeorgDerReisende ( Diskussion ) wünscht sich an dieser Stelle ein Bild vom Ort mit diesen Koordinaten 50.69789 9.7279815 . Motiv: Stolpersteine für Familie Speier Falls du dabei helfen möchtest, erklärt die Anleitung , wie das geht. BW           |           |
| Stadtstraße 8 ·     | Johanna Dreyfuss         | Hier wohnte Johanna Dreyfuss geb. Speier Jg. 1896 deportiert 1941 Łodz ermordet                                                            | 9. Nov. 2012  | |           |
| Stadtstraße 8 ·     | Manni Martha Speier      | Hier wohnte Manni Martha Speier Jg. 1902 deportiert Richtung Osten Schicksal unbekannt                                                     | 9. Nov. 2012  | |           |
| Stadtstraße 11 ·    | Maria B. Lohfink         | Hier wohnte Maria B. Lohfink Jg. 1875 eingewiesen 1918 Landesheilanstalt Merxhausen ‘verlegt’ 3.7.1941 Hadamar ermordet 3.7.1941 Aktion T4 | 29. Mai 2012  | Bild gesucht Der Benutzer GeorgDerReisende ( Diskussion ) wünscht sich an dieser Stelle ein Bild vom Ort mit diesen Koordinaten 50.697932 9.7281035 . Motiv: Stolperstein für Maria Lohfink Falls du dabei helfen möchtest, erklärt die Anleitung , wie das geht. BW            |           |